# Derde Punische Oorlog
De Derde Punische Oorlog (149 v. Chr. – 146 v. Chr.) tussen Rome en Carthago was de laatste van de drie Punische oorlogen en eindigde met de verwoesting van Carthago. Na in de Tweede Punische Oorlog voor de tweede maal door Rome verslagen te zijn geweest had Carthago tevens voor de tweede maal ingestemd met een vrede op de voorwaarden van Rome. Een van die voorwaarden was dat Carthago geen onafhankelijke buitenlandse politiek meer mocht bedrijven. Dit werd de stad uiteindelijk fataal.
Rome had een diep gewortelde angst voor de Carthagers, want in de vorige Punische oorlog, die langdurig en uitputtend was geweest, was Rome dicht bij de ondergang gekomen. De staatsman Marcus Porcius Cato had als jongeman die oorlog meegemaakt en riep na elke redevoering, ongeacht het onderwerp: Ceterum censeo Carthaginem esse delendam (Overigens ben ik van mening dat Carthago moet worden verwoest). In het jaar waarin Cato stierf, in 149 v.Chr., verklaarde Rome uiteindelijk opnieuw de oorlog aan Carthago, ditmaal omdat Carthago een conflict uitvocht met een voormalige bondgenoot, Numidië. Carthago had hiervoor geen toestemming gevraagd aan Rome, wat wel moest volgens de voorwaarden.
Drie jaar lang werd de stad belegerd door Publius Cornelius Scipio Aemilianus Africanus minor, de geadopteerde kleinzoon van Publius Cornelius Scipio Africanus maior, de man die Hannibal versloeg. Carthago werd heldhaftig verdedigd door 50.000 soldaten onder leiding van generaal Hasdrubal. Uiteindelijk, in 146 v.Chr. wist Scipio met zijn troepen de stad binnen te dringen, waarop nog zes dagen lang werd gevochten om elke straat en ieder huis. Tienduizenden inwoners en verdedigers kwamen hierbij om. De laatste Carthaagse soldaten waren uitgeput en pleegden zelfmoord. Zo'n 50.000 Carthagers die de slachtpartijen hadden overleefd, werden als slaven verkocht. De stadsmuren werden neergehaald en Romeinse soldaten vernietigden de gehele stad. De stadsmuren werden ontmanteld, daken werden verwijderd om gebouwen onbruikbaar te maken.
In de huidige tijd gaat een verhaal uit de 19e eeuw dat de stad op een andere manier onklaar is gemaakt. Dit verhaal luidde dat de ruïnes van de stad werden omgeploegd en er zout over de velden werd gestrooid om die onvruchtbaar te maken, maar dit is vrijwel zeker een verzinsel, al was het maar omdat zout in de klassieke oudheid daarvoor veel te kostbaar was. Het nieuws van de ondergang van de oude vijand werd in Rome dagenlang gevierd.
Ruim een eeuw mocht er niemand meer wonen op de plek van de ruïnes en pas onder Keizer Augustus werd dit verbod opgeheven. De Romeinen bouwden een nieuwe stad, die ook Carthago werd genoemd. Veel Carthagers waren voor de definitieve val van Carthago naar de omringende dorpen en stadjes gevlucht en veel van hun nakomelingen vestigden zich in het 'nieuwe Carthago', dat echter nooit meer een zelfstandige mogendheid werd.